# Herbert Gustave Schmalz

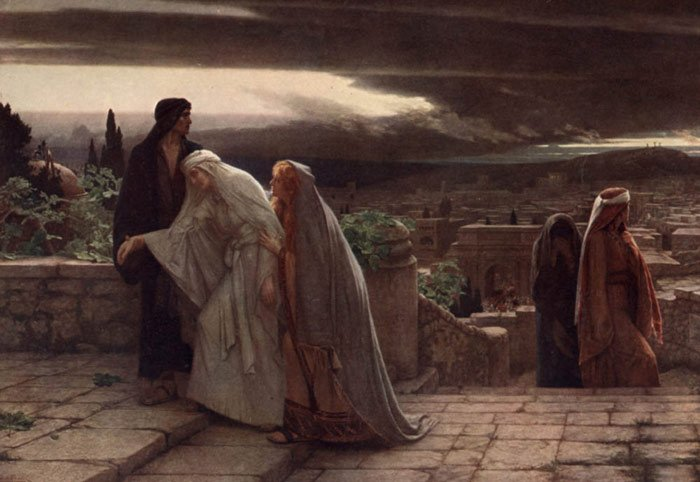
The Return from Calvary (c. 1890).

Herbert Gustave Schmalz, conocido como Herbert Carmichael después de 1918 (1 de junio de 1856, Newcastle - 24 de noviembre de 1935, Londres) fue un pintor inglés, considerado miembro de los prerrafaelitas.

## Biografía
Schmalz nació en Inglaterra, hijo del cónsul alemán, Gustave Schmalz, y su esposa inglesa, Margaret Carmichael; hija mayor del pintor, James Wilson Carmichael. Recibió una educación convencional en pintura, primero en la South Kensington Art School y luego en la Royal Academy of Arts, donde estudió con Frank Dicksee, Stanhope Forbes y Arthur Hacker. Perfeccionó sus estudios en Amberes en la Real Academia de Bellas Artes.
Después de su regreso a Londres se hizo conocido como pintor histórico, con un estilo influenciado por los prerrafaelitas y el orientalismo. En 1884 exhibió con éxito su pintura Too Late en la Royal Academy. Después de un viaje a Jerusalén en 1890 realizó una serie de pinturas con temas del Nuevo Testamento, siendo The Return from Calvary (Retorno del Calvario, 1891) una de sus obras más conocidas.
Después de 1895, Schmalz pintó cada vez más retratos. En 1900 realizó una gran exposición individual titulada «A Dream of Fair Women» en la Fine Art Society de Bond Street.
Schmalz era amigo de William Holman Hunt, Val Prinsep y Frederic Leighton. En 1918, después de que el Imperio alemán fuera derrotado en la Primera Guerra Mundial, adoptó el apellido de soltera de su madre.

## Obras selectas

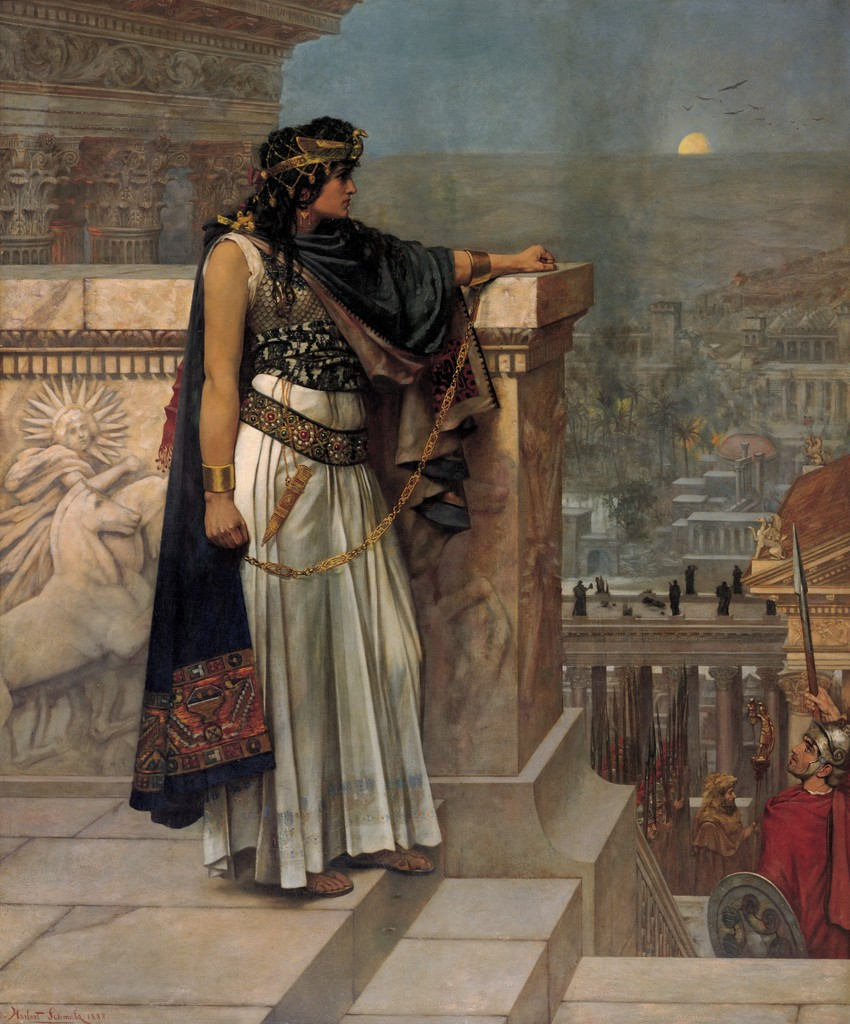
Zenobia (1888)
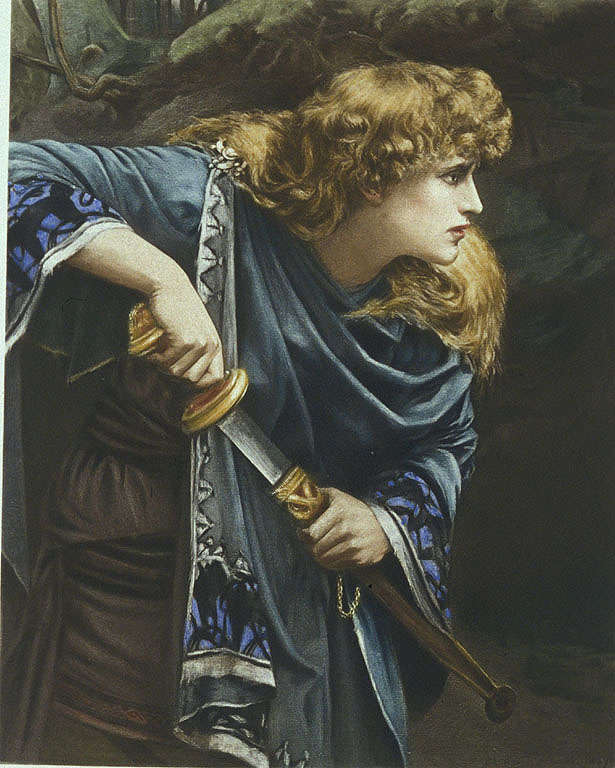
Imogen (1888)
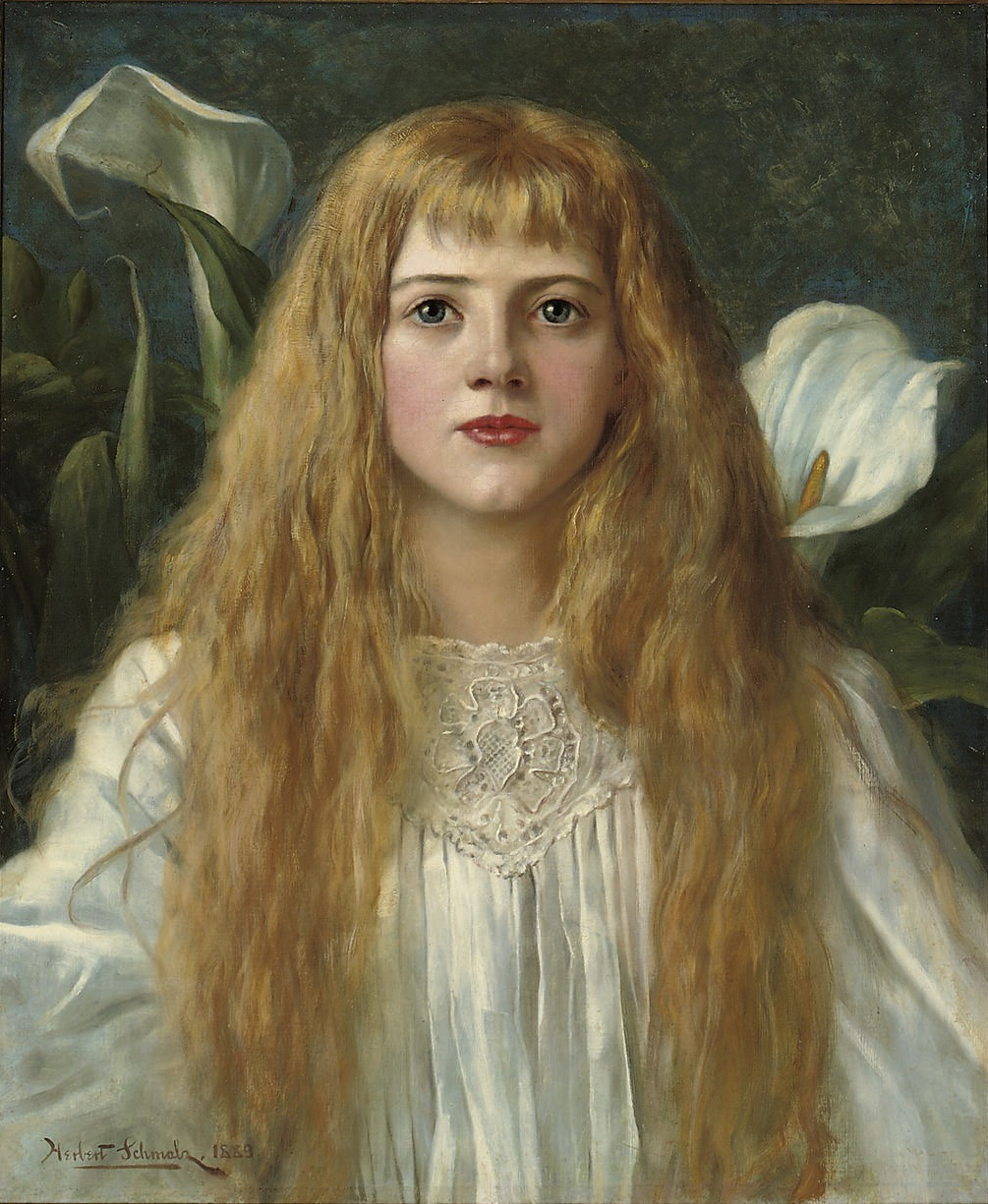
A Fair Beauty (1889)
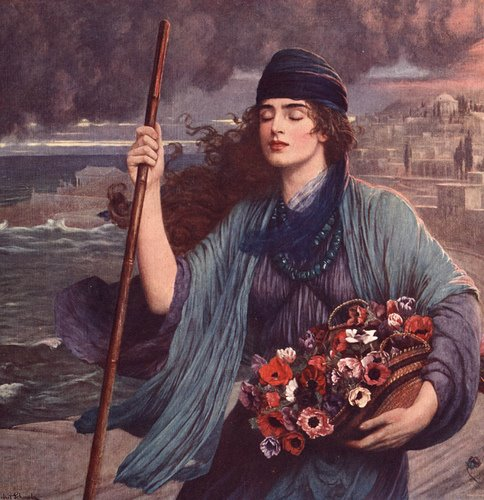
Nydia, the Blind Girl of Pompeii (1890)
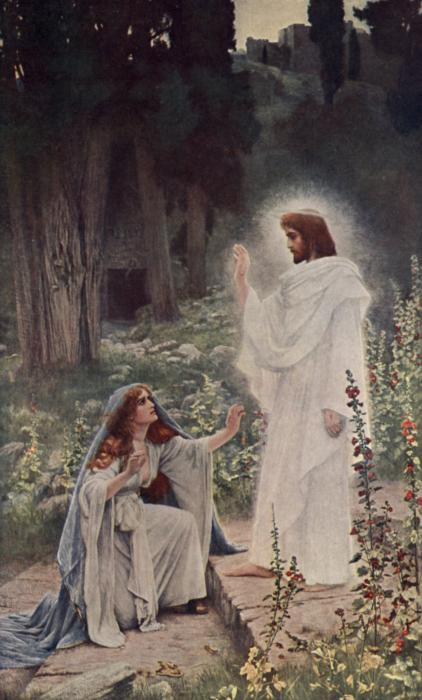
Rabboni (1896)